# ميخائيل دوهرتي
ميخائيل دوهرتي (بالإنجليزية: Michael Doherty)‏ هو لاعب كرة قدم بريطاني، ولد في 20 أغسطس 1990 في أناركشاير في المملكة المتحدة. لعب مع نادي كلايد.

## وصلات خارجية
- ميخائيل دوهرتي على موقع قاعدة بيانات كرة القدم.إي يو (الإنجليزية)
- ميخائيل دوهرتي على موقع Soccerbase.com (لاعب) (الإنجليزية)